# Ouad Essafa
Ouad Essafa (en àrab وادي الصفاء, Wādī aṣ-Ṣafāʾ) és una comuna rural de la província de Chtouka-Aït Baha, a la regió de Souss-Massa, al Marroc. Segons el cens de 2014 tenia una població total de 56.547 persones.